# Radio France internationale
Pour les articles homonymes, voir RFI.
Radio France internationale, généralement désignée par son sigle RFI, est une station de radio publique française à diffusion internationale, créée le 6 janvier 1975. Comptant en 2022 jusqu'à 59,5 millions d'auditeurs, elle est l'une des stations de radio internationales les plus écoutées au monde, avec la Deutsche Welle, BBC World Service, Voice of America et Radio Chine internationale. RFI émet au total dans plus de 150 pays sur les 5 continents. Depuis l'année 2008, la station est une filiale du groupe France Médias Monde, aux côtés de la chaîne de télévision internationale France 24 et de la station de radio en langue arabe largement suivie au Maghreb, Monte Carlo Doualiya.
RFI possède un vaste réseau de journalistes reconnus pour leur indépendance, dont 480 sont basés au sein de la rédaction parisienne et elle compte 400 correspondants à travers le monde. RFI diffuse en français et dans seize langues étrangères, par plusieurs satellites, sur les réseaux d'émetteurs terrestres numérique RNT, les ondes courtes et les moyennes, sur la Bande FM, les réseaux câblés et via Internet. Ses programmes sont également repris par plus de 1 700 radios partenaires à travers le monde. La majorité des contenus diffusés sont en français, en anglais, en espagnol et en langue haoussa. Les langues swahili, fulfude, portugais, mandingue et l'ukrainien bénéficient aussi de quelques heures de décrochage spécial. Par ailleurs, sa filiale roumaine RFI Roumanie est l'une des radios principales du pays.
En 2022, RFI est écoutée chaque semaine par 59,5 millions d’auditeurs à travers le monde. Son site internet enregistre 24,6 millions de visites chaque mois et ses réseaux sociaux sont suivis par 31,1 millions d’abonnés sur Facebook, Twitter, Instagram et Youtube. RFI est la première radio française d’actualité sur Facebook.

## Historique

### 1931-1940: Diverses stations durant l'avant-guerre

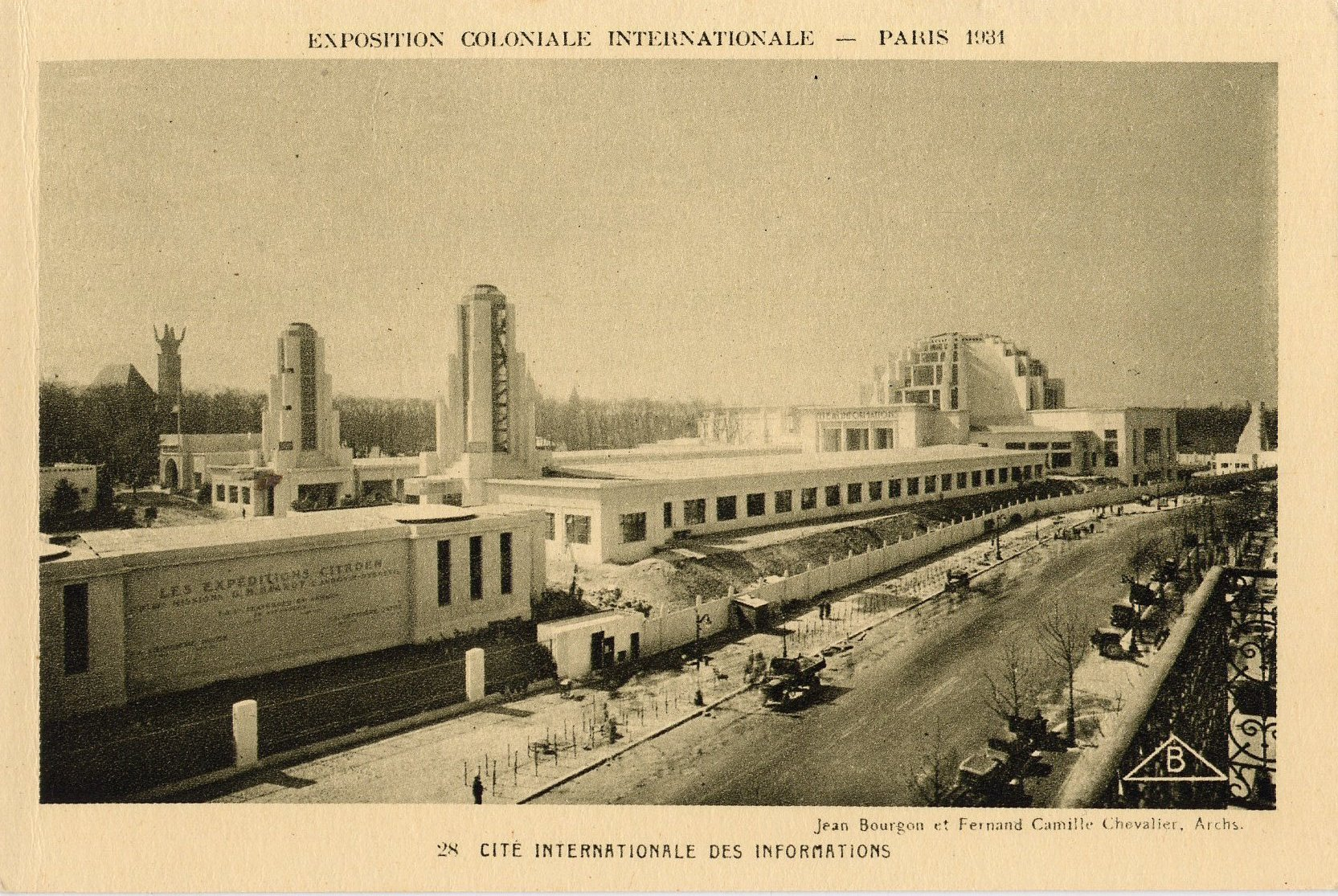
La Cité des Informations de l'exposition coloniale internationale à Paris en 1931.

En 1930, il est décidé de créer une station audible dans le monde entier, à la demande des populations d'outre-Mer et des colonies françaises.
Le 6 mai 1931, la radio Le Poste colonial est lancée au cours de l'exposition coloniale internationale de Paris, à destination des 100 millions d'auditeurs de l'empire colonial français. Elle est diffusée en ondes courtes via deux émetteurs de 12 et 15 kW situés à Pontoise, sur trois fréquences visant l'Afrique, l'Asie et l'Amérique. Les émissions sont diffusées depuis le studio de l'exposition, dans la Cité des informations, jusqu'à ce qu'en décembre, la station s'installe au 98 bis boulevard Haussmann à Paris. Elle diffuse alors 13 à 24 h d'émissions quotidiennes en français ainsi que des séquences d'information de 15 minutes en anglais et en espagnol.
En 1933, la radio devient un moyen de propagande, notamment pour le Troisième Reich d'Adolf Hitler qui déverse son discours raciste dans le monde entier. La France doit lui répondre dans le plus de langues possibles. Le 1er avril 1935, un service d'émissions en langues étrangères à destination du monde francophone est mis en place. Mais le Front populaire arrivé au pouvoir en 1936 a d'autres priorités, notamment sociales, que le développement de la radio et n'y met plus suffisamment les moyens. Malgré cela, le 23 mars 1938, un nouvel émetteur plus puissant de 25 kW est inauguré aux Essarts-le-Roi.
En avril 1938, le Poste colonial est rebaptisé Paris-Mondial après s'être brièvement appelé Paris Ondes Courtes. Les studios s'installent avenue de Ségur à Paris. En février 1939, il est créé sous l'autorité de la présidence du Conseil, un « centre permanent de l'information générale » dont dépendent les émissions en langues étrangères sur grandes ondes et ondes moyennes,. À la veille de la Seconde Guerre mondiale, la radio parle en 30 langues.
Le 1er septembre 1939, l'Allemagne envahit la Pologne, ce qui pousse le Royaume-Uni et la France à lui déclarer la guerre et déclenche donc la Seconde Guerre mondiale. Au début de l'année 1940, la radio émet en 20 langues : anglais, allemand, arabe, bulgare, danois, espagnol, grec, italien, japonais, néerlandais, norvégien, polonais, portugais, roumain, russe, serbo-croate, slovaque, suédois, tchèque et turc. Le 10 mai 1940, les Allemands pénètrent sur le territoire français et le 14 juin 1940, ils occupent Paris. Le 17 juin 1940, Paris-Mondial diffuse le discours de Pétain appelant à cesser le combat et demandant l'armistice, puis la radio cesse d'émettre.

### 1940-1944: la guerre des ondes

La France coupée en quatre : zone libre, zone occupée, départements annexés et du Nord de la France directement sous administration militaire allemande.

Pendant l'occupation allemande, la France est coupée en deux, entre la zone occupée au Nord, sous domination allemande et la zone libre au Sud, sous l'autorité du régime de Vichy. Ce dernier va mener une « guerre des ondes » avec les radios des Alliés, diffusées en français depuis l'étranger.
Dès le 18 juillet 1940, la Propaganda-Abteilung Frankreich usurpe la dénomination de Radio-Paris pour en faire un instrument de propagande nazie en langue française. La radio diffuse dans l'Europe entière, en Afrique du Nord ainsi qu'en Afrique-Équatoriale française (AEF) et en Afrique-Occidentale française (AOF).
Le 1er août 1941, le régime de Vichy lance La Voix de la France, chargée d'émettre vers les colonies. En novembre 1942, les Alliés débarquent en Afrique du Nord et prennent le contrôle des stations radios locales. Vichy lance alors une nouvelle radio appelée La France Fidèle, qui diffuse en français et en arabe à destination de cette région. Plus tard, en avril 1944, une troisième radio à ondes courtes est créée : La France Musulmane. Elle est chargée d'émettre vers les populations musulmanes d'Afrique du Nord et de contrer la gaulliste Radio-Alger.
La France libre du général de Gaulle s'exprime tout d'abord sur la BBC dans le programme Radio Londres. Le 5 décembre 1940, Radio Brazzaville commence sa diffusion à partir d'un émetteur de fortune. Elle va se doter par la suite d'émetteurs plus puissants et le 18 juin 1943, Charles de Gaulle l'inaugure. Le 22 juin 1944, il signe une ordonnance pour réquisitionner toutes les radios publiques et privées.
Le 17 août 1944, les Allemands détruisent l'émetteur d'Allouis lors de leur retraite, ce qui empêche la diffusion des programmes français.

### 1945: la remise en route
Le 1er janvier 1945, l'émetteur de 100 kW d'Allouis est remis en service. Le service des Émissions vers l'étranger (EVE) nait sous la direction de Philippe Desjardins, nommé par le général de Gaulle. La radio est diffusée en ondes longues et ondes moyennes en 20 langues vers 46 pays par trois émetteurs de 150 kW,. La section allemande cherche à démoraliser les troupes ennemies tandis que la section espagnole fait face à Franco, toujours au pouvoir. La section nord-américaine est relayée par les réseaux américains et rencontre un certain succès. Le 23 mars, la Radiodiffusion nationale (RN) est remplacée par la Radiodiffusion française (RDF). À la fin de l'année, la radio emploie près de 300 personnes. La station n'émet plus en russe et en turc, mais ajoute le hongrois et le slovène et, en 1946, le finnois.
En 1946, le général de Gaulle démissionne de son poste de président du Conseil, marquant la fin de la relance de la radio. Le 9 février 1949, la Radiodiffusion française (RDF) devient la Radiodiffusion-télévision française (RTF).

### 1947-1975: une politique sans ambition
Pendant trois décennies, les gouvernements français successifs ne vont plus mettre les moyens nécessaires dans la radiodiffusion extérieure. Alors qu'elle bénéficie d'une certaine expérience dans ce domaine, la France va peu à peu se faire rattraper par les autres pays. Dans les années 1960, elle n'occupera plus que la 17e place du palmarès des radios internationales.
Durant la guerre froide, les radios jouent un rôle important dans l'affrontement entre le bloc Est de l'Union soviétique et le bloc ouest des États-Unis. En 1947, une commission dite « de la hache » fait supprimer sept langues : slovène, suédois, norvégien, danois, serbo-croate, bulgare et roumain. Les trois dernières sont rétablies en 1949 et l'italien et le néerlandais sont supprimés, tout comme l'espéranto lancé deux ans plus tôt. En 1951, les émissions vers les États-Unis et les pays d'Amérique latine sont arrêtées et en 1954, les retransmissions en finnois sont également supprimées. En 1956, lors de l'insurrection de Budapest, le volume de programmes en hongrois augmente pendant quelques semaines.
Pendant la guerre d'Algérie de 1954 à 1962, des émissions sont diffusées depuis Paris et Alger en arabe, en kabyle et en français pour faire face aux stations La Voix des Arabes et La Voix de l'Algérie libre émettant du Caire. Devant l'importance de ces programmes, une direction spécifique est créée sous le nom d'Émissions en langues arabe et kabyle (ELAK) et les horaires de diffusion sont élargis.
Lors de la crise de mai 1958, Charles de Gaulle fait son retour au pouvoir. Certains observateurs espèrent alors voir une relance de l'action radiophonique extérieure mais ce n'est pas le cas. Si une émission en yiddish est lancée à destination des juifs soviétiques, il faut attendre octobre 1960, en pleine crise de Berlin, pour que le russe soit diffusé. Les émissions sont présentées par des immigrés russes de 1920 et adoptent un ton diplomatique, le ministère des Affaires étrangères ne tenant pas à participer à la bataille radiophonique opposant anglo-saxons et soviétiques pour ne pas perturber les fragiles relations franco-soviétiques,.
Début 1962, les activités internationales de la RTF sont regroupées au sein de la Direction des relations extérieures. En 1963, des restrictions budgétaires amènent à la suppression du vietnamien lancé en juillet 1961, des émissions vers l'Allemagne et l'Angleterre, ainsi qu'à la réduction des programmes destinés à l'Espagne. De plus, à la suite de l'indépendance de l'Algérie, les programmes en arabe et kabyle sont réduits.
En 1963, Édouard Balladur, alors maître des requêtes au Conseil d'État et conseiller du directeur de la RTF, Robert Bordaz, est chargé de faire un état des lieux de la radiodiffusion extérieure de la France. Il recommande de créer un service permanent en français et de construire de nouveaux émetteurs. Mais le ministère des Affaires étrangères considère toujours que la radiodiffusion extérieure coûte trop cher et que personne ne l'écoute. En 1964, le service des Émissions vers l'étranger (EVE) organise un sondage appelé La rose des vents, qui a pour but de tester l'efficacité des moyens techniques disponibles. L'opération est un succès car plus de 45 000 lettres et une centaine d'enregistrements sonores sont reçus en provenance de plus de 110 pays. Malgré cela, aucun plan de relance n'est envisagé et le budget est encore réduit,,.
Après s'être installé dans la nouvelle Maison de la Radio le 14 décembre 1963, la RTF devient l'Office de radiodiffusion-télévision française (ORTF). En 1965, le ministère du Travail finance la création d'émissions en langues étrangères pour les travailleurs immigrés vivant en France : les Espagnols, Italiens et Portugais en 1966, les Arabes et Serbo-croates en 1972, les Turcs en 1974, les Africains francophones en 1975, les Cambodgiens, Laotiens et Vietnamiens en 1976. Lors de la révolte étudiante et ouvrière de mai 1968, les syndicats de l'ORTF se plaignent de la tutelle politique qui rend difficile la couverture des évènements. Finalement, le 3 juin 1968, les programmes vers l'étranger se mettent en grève. Par la suite, plusieurs dizaines d'employés sont renvoyés, mutés en province, envoyés à l'étranger ou mis en retraite anticipée.
Le 1er janvier 1969, le service des Émissions vers l'étranger de l'ORTF absorbe l'Office de coopération radiophonique (OCORA), ex-SORAFOM et donne naissance à la Direction des affaires extérieures et de la coopération (DAEC). Cependant, l'ensemble est hétérogène et se voit placer sous différentes tutelles : les émissions et les activités de coopération sont financés par le ministère des Affaires étrangères, tandis que les programmes pour les travailleurs immigrés sont payés par le ministère du Travail. À cette même période, le ministère des Affaires étrangères comprend qu'il est possible de mieux se servir des émetteurs sans accroître la production : les autres stations publiques françaises fourniront leurs programmes à la radiodiffusion extérieure française. En septembre 1969, le bulgare, le slovène et le portugais sont supprimés, tandis que le volume en russe et en roumain augmente.
En 1972, la diffusion d'émissions en arabe au Moyen-Orient est transférée à la Société monégasque d'exploitation, d'études et de radiodiffusion (SOMERA), contrôlée à 55 % par RMC et à 45 % par l'ORTF. Cette même année, la France perd la possibilité d'utiliser le relais de Radio Brazzaville, nationalisé par le nouveau pouvoir. L'année suivante, elle met en service les premiers émetteurs de 500 kW en ondes courtes à Allouis et Émetteur de Saint-Aoustrille.
En 1973, le Syndicat national des journalistes (SNJ) fait le constat de la faillite de la DAEC dans un livre blanc, La Voix de la France. À l'Assemblée nationale, les députés se montrent partagés au sujet de la radiodiffusion vers l'extérieur. En 1974, le président de la République Valéry Giscard d'Estaing, fraichement élu, met fin au débat en décidant de démanteler l'ORTF en sept sociétés. Le service des émissions vers l'étranger est touché par de nouvelles directives : elle perd 14 de ses 17 langues, ne conservant que le français, l'anglais et l'allemand. De plus, deux tiers des journalistes, soit 100 sur 157, sont licenciés.

### 1975: naissance de RFI

Logo de RFI dans les années 1970.

Le 6 janvier 1975 naît Radio France internationale (RFI), une entité du nouveau groupe Radio France. La radio est financée par la redevance audiovisuelle et le ministère des Affaires étrangères,.
RFI se tourne résolument vers l'Afrique, un choix qui se voit dans le lancement de la Chaîne Sud en 1975. Cette dernière diffuse quotidiennement 16 h de programmes en français et 1 h en anglais. Plusieurs émissions sont créées, telles que Carrefour, 24 heures en Afrique ou Mondial sport, mais une bonne partie des programmes provient des autres stations de Radio France. Rapidement, la radio rencontre l'adhésion des auditeurs, majoritairement des Africains et non des Français expatriés,.
Le 16 février 1976, la Chaîne Ouest est créée à destination des francophones de la côte ouest de l'Amérique du Nord et à ceux d'Amérique centrale. Mais elle ne fait que relayer 5 h de programmes de France Inter chaque jour,. Le 7 mars 1977, le portugais fait son retour à l'antenne à raison d'une heure par jour.
Le 1er avril 1977 , la Chaîne Est est créée à son tour à destination de l'Europe centrale et orientale. Elle relaie les programmes de France Inter ou France Culture, n'assurant que deux heures de programmes spécifiques, sur les quinze heures de diffusion quotidienne,. Parallèlement, RFI continue à produire des programmes pour les immigrés vivant en France sur un budget du ministère du Travail.
Le 1er février 1981, RFI loue quatre émetteurs d'Africa no 1 au Gabon pour améliorer sa couverture. En septembre, elle met en place une nouvelle grille des programmes, dont la moitié reprend des émissions de France Culture et de France Inter,. Le 13 décembre, la mise en place de l'état de siège en Pologne conduit la radio à relancer la section polonaise en trois jours seulement. En janvier 1982, Michèle Cotta, présidente de Radio France, choisit Hervé Bourges pour diriger la station. Ce dernier veut rendre le développement de la station irréversible. Il fait adopter au gouvernement un plan quinquennal de développement qui prévoit de créer un service mondial en français et des rédactions de langues étrangères. Le 1er mai, RFI se diversifie en lançant une agence écrite pour les journaux africains : Médias France Intercontinentale (MFI),.
La loi sur l'audiovisuel du 29 juillet 1982 fait de RFI une société nationale, filiale de Radio France. La station poursuit son développement en rouvrant des rédactions en russe en septembre 1983, en roumain en juin 1984, en créole en septembre 1985 et en serbo-croate en 1986. À partir d'octobre 1982, la radio augmente ses programmes en espagnol, portugais et français à destination de l'Amérique latine. Le 22 février 1985, le centre émetteur de Montsinéry-Tonnegrande en Guyane est inauguré. Le 29 septembre, RFI commence à émettre en ondes moyennes en région parisienne.
Les élections législatives de 1986 amènent la droite au pouvoir. Le Premier ministre Jacques Chirac et le ministre de la culture François Léotard accusent RFI d'être gauchiste. Ils tentent de placer la radio sous l'autorité directe du gouvernement en nommant son président en conseil des ministres. Mais la tentative échoue et l'autorité de régulation des médias doit désigner le président parmi une liste de quatre candidats proposés par l'État.

### 1987: indépendance de la station

Nouveau logo de RFI datant de 1990

Le 1er janvier 1987, Radio France Internationale (RFI) devient une société nationale de programme indépendante, ne faisant plus partie du groupe Radio France, à la suite de la loi sur l'audiovisuel du 30 septembre 1986. Henri Tézenas du Montcel en devient le premier président. Il veut poursuivre le développement de la station en allant au-delà de la francophonie et en l'ouvrant sur l'Asie et le monde arabe,. Ainsi les émissions en arabe sont rétablies en mars 1988. RFI signe un accord avec le japonais NHK en juillet, puis avec le chinois Radio Pékin en novembre, pour être diffusé en Asie-Pacifique en échange d'une diffusion des radios asiatiques en Europe et en Amérique. En septembre, elle signe un autre accord avec Africa no 1 pour utiliser un nouvel émetteur au Gabon. En parallèle, l'habillage de la station est modernisé : nouveau logo tricolore, nouvel habillage sonore et abandon de l'accordéon dans l'indicatif. Au printemps 1989, les manifestations de la place Tian'anmen poussent la radio à relancer sa rédaction en chinois,. En avril 1989, le CSA autorise la diffusion de RFI sur le satellite TDF 1.
En novembre 1989, André Larquié est nommé président de RFI. Le 20 décembre 1990, il signe avec l'État un nouveau contrat d'objectifs quinquennal, qui prévoit le lancement de nouvelles langues, le renforcement du parc d'émetteurs et la modernisation des modes de diffusion avec l'apparition de la FM. La guerre du Golfe de 1990 à 1991 conduit RFI à faire de l'information une priorité. Par ailleurs, la chute des régimes communistes en Europe et la démocratisation croissante en Europe de l'Est et en Afrique mènent à la création de médias indépendants, concurrents de RFI,. En réponse, la station lance en 1989 RFI 2 Afrique, un programme en décrochage spécifique à l'Afrique, rebaptisé RFI Plus Afrique en 1991. Le 8 septembre 1991, RFI inaugure sa première fréquence FM à Dakar, au Sénégal. De nouvelles langues apparaissent : le vietnamien en 1990 et le persan en 1991.
En 1992, André Larquié est reconduit à son poste, il poursuit la mise en œuvre du contrat d'objectif de 1989. En 1993, RFI ouvre des rédactions en khmer, laotien et albanais et lance RFI Bulgarie, puis RFI Roumanie en 1995. La station ouvre deux autres fréquences FM en Guyane, à Cayenne en 1993 puis à Saint-Laurent-du-Maroni l'année suivante. En 1994, la radio se réorganise en trois antennes : Afrique, Europe et Paris/Ile-de-France. Elle se lance sur internet et renforce sa couverture FM et en ondes courtes,.
En novembre 1995, Jean-Paul Cluzel est nommé président de RFI. Il décide de faire de RFI une radio d'information en continu.

### 1996: une station tout-info

Nouveau logo de RFI en 1996.

Le 16 septembre 1996, Radio France internationale (RFI) lance sa nouvelle grille de radio d'information en continu pour faire face à la concurrence des autres stations internationales. Des journaux de 10 minutes toutes les demi-heures sont entrecoupés de magazines de 20 minutes centrés sur l'actualité. La radio possède désormais deux chaînes : RFI 1, le service mondial en français qui passe de 18 éditions quotidiennes à 58, dont dix consacrées à l'Afrique ; et RFI 2 qui diffuse dans 17 langues près de 34 programmes quotidiens représentant 230 heures hebdomadaires. Pour marquer ce changement, RFI adopte un nouveau logo, rouge et blanc. Dans le même temps, la SOFIRAD cède RMC Moyen-Orient au groupe RFI,.
En janvier 1997, la station crée RFI 3 Musique, une chaîne qui diffuse un fil musical. En 1999, Aeriel Hongrie est lancée avec 12 h de programmes produits par RFI et 12 autres en anglais produits par la BBC. En 2000, la version RFI Deutschland est inaugurée.
En juin 2004, Antoine Schwarz est nommé à la tête de RFI. Il fixe plusieurs priorités géographiques : l'Afrique, où la radio possède la majorité de son auditoire, le Moyen-Orient, via RMC Moyen-Orient et l'Europe. Il engage également un travail sur les langues de diffusion de RFI et continue le processus de numérisation amorcé par son prédécesseur. Le 1er juin 2005, RFI lance RFI Marine en collaboration avec Worldspace et Météo-France. Les programmes consistent en un journal international en français chaque heure, suivi de bulletins météorologiques entrecoupés de plages musicales. La station, diffusée via le satellite AfriStar de Worldspace, couvre la Manche, l'océan Atlantique et la mer Méditerranée. Le 19 décembre 2005, RFI lance son nouveau site internet.
Le 19 octobre 2004, Alain Ménargues, directeur général adjoint de RFI, est licencié après la parution de son livre Le Mur de Sharon et la tenue sur Radio Courtoisie de propos polémiques qualifiant Israël d'« État raciste », condamnés par la rédaction de RFI. Dans un arrêt rendu le 9 mars 2011, la Cour de cassation juge le licenciement « dépourvu de cause réelle et sérieuse » et condamne RFI à verser des dommages-intérêts,,.
Le 26 mars 2006, RFI lance sa nouvelle grille. Quatre langues européennes (albanais, polonais, roumain et slave) cessent alors d'émettre en ondes courtes. À la fin de l'année, RMC Moyen-Orient change de nom pour s'appeler Monte Carlo Doualiya. Le 28 mars 2007, RFI s'associe avec l'agence de presse privée serbe Beta pour fonder la radio privée Beta RFI, diffusée en FM 24h/24 sur la capitale serbe. En 2007, la station lance RFI Instrumental, une librairie musicale destinée aux professionnels de l'audiovisuel. Elle regroupe des milliers de musique venant des cinq continents pouvant servir d'habillage sonore aux productions audiovisuelles. Le 8 décembre, RFI lance un service en langue haoussa basé à Lagos, au Nigeria, en partenariat avec la station Voice of Nigeria (VON).

### 2008: intégration dans l'Audiovisuel extérieur de la France
Le 4 avril 2008, la holding Audiovisuel extérieur de la France (AEF) est créée sous l'impulsion du président de la République Nicolas Sarkozy élu l'année précédente. Il s'agit de regrouper les activités de l'audiovisuel extérieur de la France sous une même société, soit les chaînes de télévision TV5 Monde et France 24 et la radio RFI,. Alain de Pouzilhac est nommé au poste de PDG et Christine Ockrent à celui de directrice générale déléguée du nouvel ensemble et donc des entités qui le composent. Ils choisissent Geneviève Goëtzinger pour être la directrice déléguée de RFI,.
Le 11 août 2008, le rédacteur en chef Richard Labévière est licencié pour « faute grave » après avoir interviewé Bachar el-Assad quelques jours avant sa venue à Paris dans le cadre du sommet de l'Union pour la Méditerranée. Labévière dénonce une « mise au pas de l'Audiovisuel extérieur de la France »,.
En janvier 2009, la direction annonce un plan social important avec la suppression de 206 postes sur un total de 1 040. Elle confirme le plan présenté en octobre consistant en la suppression de certaines langues faute d'audience : l'allemand, l'albanais, le polonais, le serbo-croate, le turc et le laotien ; mais aussi le développement d'autres : l'anglais, le portugais et le swahili. De plus, face aux difficultés d'audience et financières de RFI, l'État prépare une recapitalisation à hauteur de 17,2 millions d'euros. En réponse, l'intersyndicale de RFI appelle à une grève illimitée à partir du 12 mai 2009. Pendant plusieurs mois, l'antenne est perturbée par des mouvements plus ou moins suivis, faisant de cette grève la plus longue de l'histoire de RFI. Le 28 septembre, la cour d'appel de Paris suspend le plan de licenciement, jugeant qu'il est « entaché d'irrégularités »,,. Finalement, à la fin de l'année, 270 salariés se portent volontaires au départ, soit plus que ce que le plan prévoyait.
Fin 2009, conformément au plan d'octobre 2008, RFI cède toutes ses filiales (RFI Sofia, Rádio Europa Lisboa et Beta RFI) à l'exception de Monte Carlo Doualiya et de RFI Roumanie,. Le 19 janvier 2010, Monte Carlo Doualiya lance une nouvelle grille. Le 31 octobre 2010, RFI doit lancer à son tour une nouvelle grille de programmes qui fait suite à la mise en place d'une rédaction unique multilingue et multisupport,. À partir du 5 juillet 2010, grâce au succès de RFI en haoussa, la radio diffuse dans dix pays africains des programmes dans une nouvelle langue africaine : le swahili.
En janvier 2012, l'Audiovisuel extérieur de la France (AEF) fusionne avec ses filiales RFI, France 24 et Monte Carlo Doualiya (filiale de RFI). Cette fusion juridique est effective le 13 février 2012,. Le 7 octobre, Marie-Christine Saragosse, jusque-là directrice générale de TV5 Monde, est nommée présidente de l'AEF. En février 2013, RFI et MCD quittent leurs studios de la Maison de la Radio de Paris pour emménager dans les locaux de l'AEF au côté de France 24 à Issy-les-Moulineaux. Le 27 juin, l'Audiovisuel extérieur de la France (AEF) est rebaptisé France Médias Monde (FMM).
Le 19 octobre 2015, RFI commence la diffusion d'émissions dans une troisième langue africaine : le mandingue, parlé par près de 40 millions de personnes. Le 7 février 2016, RFI lance une série de 52 émissions sur l'histoire de l'Afrique en partenariat avec l'UNESCO. Ce programme, présenté par l'historien Elikia M'Bokolo, se base sur le projet Histoire générale de l'Afrique amorcé par l'Unesco en 1964 et qui a donné lieu à une publication en 8 volumes. Le 22 octobre 2019, la rédaction de RFI en mandingue inaugure une implantation sénégalaise de la station, à Dakar, au cœur de l'Afrique francophone.
En avril 2022, à la suite d'un coup d'État, le gouvernement du Mali annonce la suspension de la diffusion de RFI et de France 24 dans le pays. En décembre 2022, le gouvernement du Burkina Faso, après un deuxième coup d'État, annonce la suspension de la diffusion de RFI dans le pays.
Depuis le 3 août 2023, le chef du conseil national de sauvegarde de la patrie, qui a pris le contrôle au Niger, a décrété la suspension des diffusions de Radio France Internationale (RFI) et de France 24. En conséquence, les émissions radio et télévisuelles de ces chaines ne sont plus disponibles au Niger,.
L'organisme de régulation des médias en Allemagne a déclaré que RFI bénéficiera d'une prolongation de sept ans pour maintenir sa fréquence FM à Berlin. RFI accueille favorablement cette décision mettant en avant que cette couverture lui permet de poursuivre la diffusion de ses programmes auprès des auditeurs berlinois, fidèles à son information « libre, indépendante, équilibrée et pluraliste ».
Le 12 décembre 2024, le Niger porte plainte » contre RFI et accuse RFI d'« orchestrer »  « une vaste campagne de désinformation.
En juin 2025, Le Togo suspend Radio France International, accusés d’avoir relayé des « propos inexacts et tendancieux » après des manifestations, au Togo.

## Identité visuelle

### Logos

Logo de Radio France internationale du 6 janvier 1975 à 1990
Logo de RFI de 1990 à 1996
Logo de RFI de 1996 à juin 2013
Logo de RFI depuis juin 2013

### Slogans
- « La Radio mondiale ! » (1987 - 1996)
- « Et l'info devient mondiale » (2010 - 2013)
- « Les voix du monde » (depuis 2013)

## Organisation

### Dirigeants
De 1975 à 1986, le président-directeur général de Radio France international (RFI) est celui de sa maison mère, Radio France. De 1986 à 2008, RFI est une société indépendante dont les PDG sont choisis par le conseil supérieur de l'audiovisuel (CSA) parmi les représentants de l'État au conseil d'administration de la radio. Depuis 2008, le PDG de RFI est celui de sa maison mère, France Médias Monde (anciennement Audiovisuel extérieur de la France).
| Présidents-directeurs généraux - PDG de Radio France : - Jacqueline Baudrier : janvier 1975 - août 1981 - Michèle Cotta : août 1981 - octobre 1982 - Jean-Noël Jeanneney : octobre 1982 - décembre 1986 - Henri Tézenas du Montcel : décembre 1986 - novembre 1989 - André Larquié (d) : novembre 1989 - novembre 1995 - Jean-Paul Cluzel : décembre 1995 - mai 2004 - Antoine Schwarz (d) : juin 2004 - avril 2008 - PDG de France Médias Monde : - Alain de Pouzilhac : avril 2008 - juillet 2012 - Marie-Christine Saragosse : depuis octobre 2012 | Directeurs de RFI - Albert Aycard : janvier 1975 - janvier 1982 - Hervé Bourges : janvier 1982 - juillet 1983 - Fouad Benhalla : juillet 1983 - décembre 1986 - Éric Baptiste : 1990 - juillet 1995 - Christian Charpy : juillet 1995 - juillet 1998 - Benoît Paumier : juillet 1998 - - Erlends Calabuig : septembre 2004 - - Philippe Beauvillard : 2007 - avril 2008 - Geneviève Goëtzinger : juillet 2008 - février 2012 - Anne-Marie Capomaccio et Nahida Nakad : février 2012 - juillet 2012 - Anne-Marie Capomaccio : juillet 2012 - octobre 2012 - Cécile Mégie : octobre 2012 - mai 2023 - Jean-Marc Four : depuis mai 2023 |

### Capital
De 1975 à 1986, Radio France internationale (RFI) est une filiale du groupe Radio France. Puis de 1987 à 2008, elle est une société nationale de programme indépendante.
Depuis 2008, RFI est une filiale de la société nationale de programmes France Médias Monde (anciennement Audiovisuel extérieur de la France), détenue à 100 % par l'État français via l'agence des participations de l'État (APE).

### Budget
Radio France internationale dispose de deux sources principales de financement : la redevance audiovisuelle, payée par chaque foyer équipé d'un téléviseur et la subvention du ministère des Affaires étrangères. RFI diffuse également un peu de publicité.
Depuis 2009, France Médias Monde (anciennement Audiovisuel extérieur de la France) est doté du budget. La société répartit ensuite l'argent entre ses filiales : France 24, Radio France internationale (RFI) et Monte Carlo Doualiya (MCD).
|        | 1990 | 1991 | 1992 | 1993 | 1994 | 1995 | 1996  | 1997  | 1998  | 1999  | 2000  |
| ------ | ---- | ---- | ---- | ---- | ---- | ---- | ----- | ----- | ----- | ----- | ----- |
| Budget | 67,1 | 73,3 | 77,0 | 83,5 | 90,4 | 99,3 | 112,1 | 112,9 | 115,0 | 110,5 | 113,6 |

|        | 2001  | 2002  | 2003  | 2004  | 2005  | 2006   | 2007   | 2008  |
| ------ | ----- | ----- | ----- | ----- | ----- | ------ | ------ | ----- |
| Budget | 123,5 | 128,8 | 129,5 | 130,0 | 129,9 | 130,48 | 132,77 | 137,0 |

### Siège

La Maison de la radio, ancien siège de RFI.

Radio France internationale a conservé le même siège social pendant 50 ans, de 1963 à 2013, à la Maison de la Radio située au 116 avenue du Président-Kennedy dans le 16e arrondissement de Paris.
En février 2013, RFI et Monte Carlo Doualiya (MCD) déménagent pour rejoindre France 24 dans l'immeuble de France Médias Monde (alors nommé Audiovisuel extérieur de la France) à Issy-les-Moulineaux, dans les Hauts-de-Seine,.

### Personnel
En 2001, RFI compte 796 employés permanents (dont 353 journalistes), ainsi que 178 employés occasionnels et 604 intermittents.
En 2002, la radio emploie 822 personnes en permanence (dont 362 sont journalistes), ainsi que 239 personnes occasionnellement et 624 intermittents.
En 2004, RFI rassemble un millier de collaborateurs. Sur les 809 employés en CDI, 354 sont journalistes. De plus, elle possède un réseau de 350 correspondants.
En 2005, RFI emploie un millier de personnes. Sur les 796 employés en CDI, 347 sont journalistes.
En 2006, RFI compte 1 013 employés, dont 453 journalistes. Elle a également 615 correspondants dans le monde.
En 2007, RFI emploie 1 036 personnes de 51 nationalités différentes. Sur les 875 employés en CDI, 465 sont journalistes.
En 2012, RFI revendique 733 collaborateurs de 42 nationalités différentes, assistés de 448 correspondants.
En 2014, la rédaction de RFI compte 485 équivalents temps plein, sur les 1 714 qu'emploie France Médias Monde.

### Filiales
Au cours de son histoire, Radio France internationale (RFI) a ouvert plusieurs filiales à l'étranger. Certaines sont encore en activité, tandis que d'autres ont été cédées ou fermées.
Filiales actuelles
- RFI Marine (depuis 2005)

Logo de RFI Marine.

Lancée en juin 2005 en collaboration avec Worldspace et Météo-France. Les programmes consistent en un journal international en français chaque heure, suivi de bulletins météorologiques entrecoupés de plages musicales. La station, diffusée via le satellite AfriStar de Worldspace, couvre la Manche, l'océan Atlantique et la mer Méditerranée.
- RFI Romania (depuis 1998)

Filiale de RFI depuis 1998, elle est basée à Bucarest. Elle diffuse 24h/24 en roumain et en français, des informations locales de la rédaction de Bucarest et des informations internationales de la rédaction de Paris.
Anciennes filiales
- Aeriel Hongrie (1999-2009)

Créée en 1999 en collaboration avec la BBC, la société obtient une licence de 7 ans pour émettre en FM à Budapest (Hongrie) à partir de novembre 2002. Elle diffuse 12 h de programmes en français produits par RFI et 12 h en anglais produits par la BBC. Faute d'audience, les deux groupes décident de ne pas renouveler leur licence et Aeriel est cédée le 31 mars 2009 à la société hongroise Target Radio Invest pour un montant de 4 275 €,.

Logo de Monte Carlo Doualiya.

- Monte Carlo Doualiya (1996-2012), filiale de France Médias Monde

La radio est créée en 1972 par la SOFIRAD sous le nom de RMC Moyen-Orient. En 1996, elle devient la filiale arabophone de RFI, diffusant dans le Proche et Moyen-Orient. Renommée Monte Carlo Doualiya en 2007, elle cesse d'être une filiale de RFI en 2012 lorsqu'elle devient une chaîne à part entière du groupe Audiovisuel extérieur de la France (devenu France Médias Monde) aux côtés de RFI et France 24.
- Beta RFI (2007-2010)

Lancée en février 2007 en collaboration avec l'agence de presse indépendante serbe Beta, elle émet sur la bande FM à Belgrade (Serbie). Elle diffuse 12 h de programmes de RFI Musique et 12 h en serbe réalisés par les équipes de Beta RFI. Dès 2008, RFI fait part à son partenaire de son intention de se retirer et à la fin du premier trimestre 2010, elle cède ses parts,,.
- Rádio Europa Lisboa (1996-2011)

Créée en 1988 sous le nom de Rádio Paris-Lisboa, elle est une filiale de RFI depuis 1996. Renommée Rádio Europa Lisboa en 2006, elle diffuse en FM à Lisbonne (Portugal) 14 h de programmes (infos et musique) produits localement. En juin 2011, elle est vendue à un entrepreneur portugais qui la relance sous le nom de Rádio Nostalgia,,.
- RFI Sofia ou RFI Bulgarie (1995-2009)

Créée en 1995, elle représente la première filiale de RFI. En décembre 2009, elle est cédée à la société privée bulgare Vazrajdane-Sofmedia Broadcasting.
- RFI Deutschland (2000-2010)

Créée en 2000 en partenariat avec la BBC. Elle diffuse 16 h 30 de programme en anglais produits par la BBC, 2 h en allemand et 5 h 30 en français produits par la RFI. En 2009, la BBC décide de se retirer et RFI ne pouvant supporter à elle-seule les coûts de diffusion, elle liquide la société en 2010.

## Activités

### Programmes radios

#### Généralités
La grille de RFI se compose de journaux d'information de 10 ou 15 minutes commençant toutes les demi-heures. Entre eux s'intercalent les émissions et magazines quotidiens et hebdomadaires sur l'actualité sous forme de débat, d'interviews, d'entretiens, de reportages ou d'enquêtes. Trois grandes sessions d'information sont diffusées chaque jour de la semaine : Afrique Matin de 5 h à 10 h, RFI Midi de 13 h à 15 h et RFI Soir de 18 h à 21 h. Les magazines abordent la culture (cinéma, musique...), le sport, les sciences, la technologie, la société, l'environnement, les médias, l'Histoire... La programmation est tournée vers l'international et notamment vers l'Afrique francophone. Yasmine Chouaki reçoit chaque semaine dans En sol majeur des personnalités riches d'une double culture.
Certaines émissions sont réalisées en collaboration avec d'autres médias, comme TV5 Monde, France 24, Libération, l'AFP et Monte Carlo Doualiya (France 24 et Monte Carlo Doualiya faisant d'ailleurs désormais partie - comme RFI - du même groupe France Médias Monde).
RFI émet tous les jours un bulletin de météo marine (Europe).

#### Événementiel
RFI programme des rendez-vous événementiels dès lors que l'actualité la porte à déroger à sa grille de programmes. Par exemple :
- Du 17 mars au 10 avril 2016, RFI a diffusé des messages en plusieurs langues pour la mobilisation contre l'infection à virus Zika[121].
- Du 14 janvier au 5 février 2017, pour la 31e édition de la Coupe d'Afrique des nations de football, RFI a diffusé tous les matches en direct sur son antenne Afrique et à Paris[122].
- Le 21 juin 2017, RFI a proposé une diffusion mondiale du concert organisé par le Ministère de la Culture à Paris, depuis le Palais-Royal[123].
- Le 8 novembre 2017, à l'occasion de l'ouverture attendue du Louvre Abou Dhabi, RFI a proposé une couverture multilingue de l'événement sur les cinq continents[124].
- Du 17 novembre au 1er décembre 2018, la 13e édition de la Coupe d'Afrique féminine des Nations est relayée par RFI[125].
- À partir d'avril 2020, du fait de la pandémie de Covid-19, RFI diffuse en Afrique, par les ondes courtes, des messages de prévention en français et en langues africaines[126].

### Autres activités
En plus de son activité radio, RFI a mis en place plusieurs services sur la coopération journalistique et la collaboration avec ses auditeurs.
- RFI Planète Radio

Service de coopération qui œuvre à la création et au développement de médias de proximité dans les pays en voie de développement. Il renforce les compétences professionnelles du personnel local et soutient la création culturelle locale. Il travaille également en collaboration avec des ONG de solidarité internationale pour notamment consolider les processus démocratiques et défendre les populations vulnérables ou défavorisées. RFI Planète Radio est créé en 1998 sous le nom de Projet RFI-Khuluma pour une mission en Afrique du Sud, puis prend son nom actuel en 2002 lorsqu'elle étend son périmètre d'action,,. En 2017, Planète Radio et l' IRD lancent ePOP Network, un réseau qui repose sur un principe simple : aller filmer près de chez vous avec votre téléphone la dégradation de votre environnement.
- Mondoblog

Plateforme créée en 2010 qui regroupe des blogueurs francophones sélectionnés sur concours. La plateforme est à la fois un média participatif et un projet de formation internationale. Les 450 blogueurs actifs répartis dans 66 pays bénéficient d'un encadrement éditorial et technique. Mondoblog est soutenu par des instituions telles que l'Institut français, l'Organisation internationale de la francophonie et Reporters sans frontières. Une déclinaison en arabe, Arablog, est créée en 2014,.
- Clubs RFI

Depuis 1995, des auditeurs attachés à la radio se sont regroupés dans des clubs. Ces derniers, qui respectent une « Charte des Clubs », regroupent en 2014 près de 100 000 adhérents sur tous les continents. RFI leur apporte son soutien logistique pour l'organisation d'activités culturelles, sportives ou autour de la langue française.
À partir d'avril 2020, les clubs RFI sont mobilisés pour enseigner aux populations locales africaines les gestes à suivre face à la pandémie de Covid-19.
- Accords de syndication

Le 23 avril 2018, on apprend que RFI a conclu des accords de syndication numérique avec trois sites d'information brésiliens majeurs.

### Récompenses décernées
RFI décerne plusieurs récompenses aux talents de venus de France ou d'ailleurs,.
- Le Prix découvertes RFI récompense depuis 1981 des nouveaux talents musicaux du continent africain. Il est organisé en partenariat avec la Sacem, l'Institut français, l'Organisation internationale de la francophonie et Deezer. Ce prix compte notamment parmi ses lauréats : Elida Almeida, Marema, Sia Tolno, Smarty, Mounira Mitchala, Didier Awadi, BélO, Rokia Traoré, Sally Nyolo, etc.
- Le Prix RFI Talents du rire, récompense depuis 2015 de nouveaux talents de l'humour.
- Le prix Voix d'Afriques est un prix littéraire créé en 2020. Initié par les éditions JC Lattès, RFI et la Cité internationale des arts, « Voix d’Afriques » est un prix littéraire destiné à faire émerger les jeunes auteures et auteurs de langue française du continent africain. Liste des lauréats[131].

| Edition | Auteur         | Titre               | Pays d'origine      |
| ------- | -------------- | ------------------- | ------------------- |
| 2020    | Yaya Diomandé  | Abobo Marley        | Côte d'Ivoire       |
| 2021    | Fann Attiki    | Cave 72             | République du Congo |
| 2022    | Ernis          | Comme une reine     | Cameroun            |
| 2024    | Nincemon Fallé | Ces soleils ardents | Côte d'Ivoire       |

Prix Rfi-Rsf-Oif reportage créé en 2001 récompense des journalistes francophones 
- Le Prix Marc-Vivien Foé récompense depuis 2009 le meilleur joueur africain de Ligue 1 en hommage au joueur camerounais Marc-Vivien Foé décédé le 26 juin 2003 sur la pelouse du stade de Gerland à Lyon.
- Le Prix Théâtre RFI récompense depuis 2014 la création théâtrale francophone.
- La bourse Charles Lescaut offre depuis 1997 à un étudiant en école de journalisme française un contrat d'un an au sein de la rédaction de RFI.
- Le Visa d'Or RFI /France 24 du web-documentaire est remis lors du festival Visa pour l'Image de Perpignan.
- La bourse RFI Ghislaine Dupont et Claude Verlon, créée en 2014, vient en hommage aux deux reporters de RFI tués à Kidal en 2013 au nord-est du Mali[132],[133],[134].
- Le Prix du reportage RFI en espagnol, créé en 2015 et qui récompense un journalisme de moins de 30 ans en cours de formation en Amérique latine ou dans les Caraïbes[135].

## Diffusion
Radio France internationale utilise plusieurs moyens pour transmettre ses programmes : ondes courtes, ondes moyennes, FM, RNT, satellite, câble, téléphonie mobile, Internet et reprise par d'autres radios. La station utilise 42 départs d'antenne différents depuis Paris pour diffuser ses quatre canaux :
- RFI Monde : tout en français ;
- RFI Afrique : tout en français, destiné à l'Afrique francophone ;
- RFI Multilingue : pour les langues étrangères ;
- RFI Musique : diffuse de la musique.

### Ondes courtes (OC)

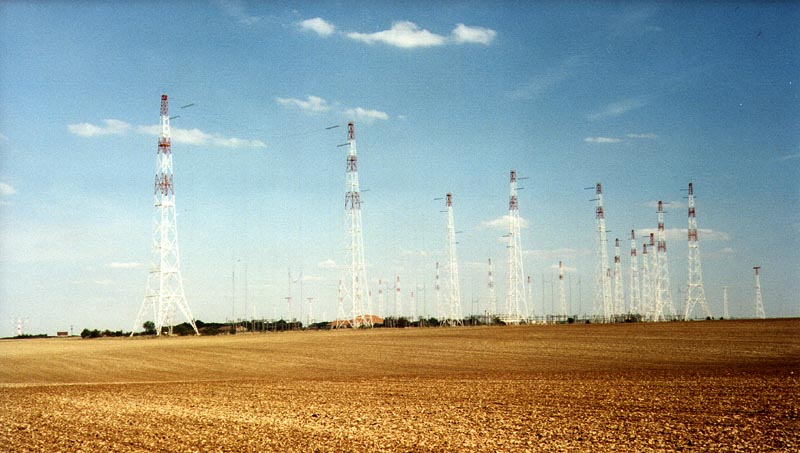
Antennes de l'émetteur de Saint-Aoustrille diffusant RFI en ondes courtes.

Les ondes courtes (AM) permettent de diffuser des programmes sur de grandes aires géographiques. Avec le satellite bien longtemps trop coûteux, le réseau OC domine traditionnellement la diffusion des stations à vocation internationale. Elles touchent ainsi les zones les plus reculées du monde et peuvent contourner la censure des pays. RFI couvre l'Afrique, l'Europe, les Amériques et en partie l'Asie. Elle dispose pour cela d'un contrat avec TDF pour diffuser depuis l'émetteur de Saint-Aoustrille, en France métropolitaine. Durant l'ORTF elle utilise l'émetteur de Brazzaville jusqu’à sa rétrocession au Congo en 1972; et jusqu'à sa fermeture du site en 2013, elle exploite également celui de Montsinéry-Tonnegrande, en Guyane De plus, elle loue des émetteurs à l'étranger qu'elle partage avec d'autres radios internationales étrangères.
Cependant, le coût de la diffusion en ondes courtes est élevé pour la station. En 2011, l'Inspection générale des finances (IGF) préconise l'arrêt de l'utilisation des ondes courtes et moyennes, même si cela doit s'accompagner d'une perte d'audience comme l'a vécue BBC World Service qui a perdu 30 millions d'auditeurs. RFI renégocie ses contrats avec TDF et le coût de la diffusion en ondes courtes baisse ainsi de 12 millions d'euros en 2011 à seulement 2,8 millions d'euros en 2012.

### Ondes moyennes (OM) (inactif)
Depuis sa naissance et jusqu'en 1989, RFI utilise les ondes moyennes (ou petites ondes) en AM. Elle loue alors deux émetteurs d'ondes moyennes situés à Moscou et à Saint-Pétersbourg, mais a annonce en 2007 la fin de la diffusion dans la capitale russe en raison des coûts trop élevés rapportés au nombre d'auditeurs, préférant être relayée par la Deutsche Welle[réf. nécessaire]. À partir de septembre 1985 les ondes moyennes desservent l'Île-de-France mais elles sont à leur tour abandonnées en mars 2009. Les émetteurs ondes moyennes de Lille, Strasbourg, Marseille et Toulouse de France Inter, font le relais à certaines heures des programmes de RFI (jusqu'à leurs arrêts en 1997).

### Modulation de fréquence (FM)
RFI dispose, selon elle, du 1er réseau FM au monde avec 156 relais implantés dans 62 pays. Depuis les années 1990, la station développe sa diffusion en FM à travers le monde.
La radio FM remplace la diffusion en ondes courtes, plus couteuse, même si elle est dépendante des autorités gouvernementales ou des situations des pays dans lesquels les émetteurs sont installés. Par exemple, un émetteur au Mali est détruit en 2012 et celui de Djibouti est arrêté en 2013. Le coût de diffusion en FM en 2013 est de 4,3 millions d'euros.
En France, RFI n'est diffusée en FM que dans Paris et ses environs, mais une diffusion en province est envisagée en 2013.
Le 25 juin 2018, RFI en langue mandingue est désormais disponible sur la FM au Sénégal.

### Radio numérique terrestre (DAB+)
Depuis 2018, RFI est diffusée en RNT sur Lille, Strasbourg et Lyon. En 2020 s'ajoute Marseille, Toulouse et Bordeaux.
RFI est aussi diffusée sur la RNT en Principauté d'Andorre.
Depuis le 12 Mars 2025, RFI est diffusé en DAB+ sur le Multiplex de Paris Intermédiaire.
Certains programmes de RFI sont diffusés en Allemagne sur la Station Antenne Saar, programme exclusif de la SR en DAB+ dans le Land de Sarre via un partenariat. Et depuis le 24 Mars 2025, RFI est diffusé en 24/24 sur le Multiplex local de Bad Kreuznach/Bingen en Rhénanie-Palatinat.

### Satellite
Depuis la fin des années 1990, une trentaine de satellites de télécommunications, détenus par des sociétés telles que Worldspace, Eutelsat ou Intelsat, transportent le signal de RFI dans le monde entier. Les programmes sont en général diffusés au sein d'un bouquet de programmes. Les coûts techniques de diffusion par satellite sont généralement pris en charge par les opérateurs des bouquets, RFI représentant une plus-value pour leur offre. En 2013, le coût du transport satellitaire est de 1,2 million d'euros,,.

### Câble
RFI est également diffusée par plusieurs opérateurs de réseaux câblés au Canada, aux États-Unis et en Europe. Comme pour les satellites, ces opérateurs prennent généralement à leur charge les coûts techniques liés à la reprise de la radio,.

### Téléphonie
RFI est disponible sur le téléphone mobile et fixe par simple appel, via le service Audiotel d'Orange dans quelques pays d'Afrique et via le service AudioNow (en) aux États-Unis et au Mexique,.

### Internet
RFI dispose d'un site internet depuis 1995, ce qui fait de RFI, un des pionniers de l'internet en langue française et d'applications mobile (iOs, Android et Windows 10 Mobile) qui permettent d'écouter en streaming les différentes antennes de la radio (RFI Monde, RFI Afrique et RFI Musique) dans les différentes langues. Il est également possible de réécouter les programmes ou de les podcaster,.
RFI dévoile une nouvelle version de RFI pure Radio, son application intégralement repensée qui offre la possibilité d'explorer l'ensemble des programmes de la station grâce à une interface plus visuelle et plus ergonomique. De plus, elle propose la fonction d’écoute des podcasts en mode hors connexion .
Il est également possible d'écouter RFI sur les postes de radio Internet.
France Médias Monde a intégré la fonctionnalité "chaînes" de WhatsApp, lancée en septembre 2023, avec un double objectif: assurer une interaction étroite avec les utilisateurs et exploiter ce canal comme un moyen d'attirer de nouveaux publics. RFI et France 24 , les principales antennes du groupe public France Médias Monde, dominent les chaînes francophones d'information les plus suivies sur WhatsApp.

### Reprise par d'autres stations
RFI compte 700 radios partenaires qui reprennent ses programmes en français et en langues étrangères dans plus de 1 250 villes à travers le monde.

### Langues de diffusion
Radio France internationale est une radio multilingue. En plus du français, elle diffuse en 15 autres langues :
- anglais
- chinois[note 1]
- espagnol
- haoussa
- khmer (cambodgien)
- kiswahili
- mandingue
- persan
- peul (fulfulde)
- portugais
- portugais brésilien
- roumain
- russe
- ukrainien
- vietnamien

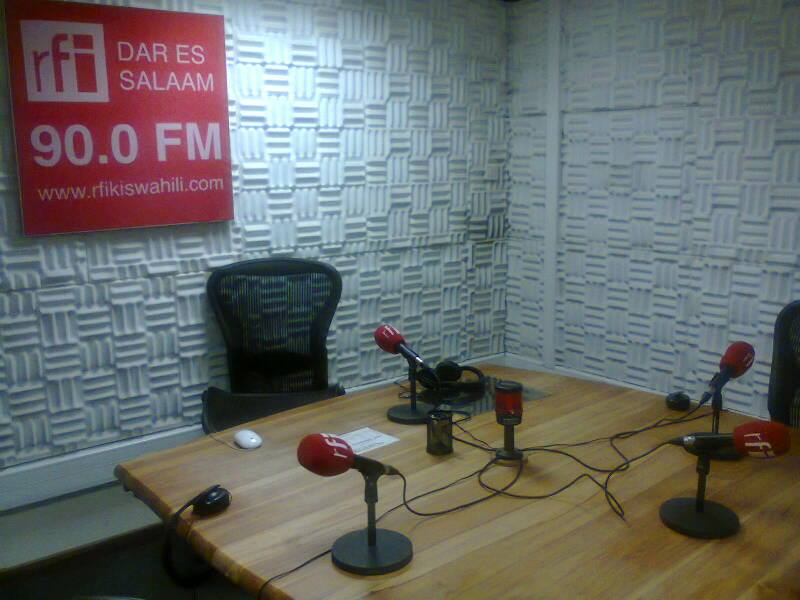
Studio RFI en kiswahili à Dar es Salam.

Au cours de son existence, RFI a également utilisé de nombreuses autres langues. Jusqu'en 2009, elle propose des programmes en allemand, albanais, polonais, serbo-croate, turc et laotien. De plus, son ancienne filiale RFI Sofia diffuse en bulgare, tandis que Monte Carlo Doualiya, diffuse en arabe.
En 2012, RFI produit 327 heures de programme par semaine en français et en langues étrangères.
En octobre 2019, RFI a inauguré de nouveaux locaux sur le continent africain, à Dakar, au Sénégal, pour les équipes destinées à la diffusion en langues mandingues. Ce projet s'est aussi enrichi au printemps 2019 d'un magazine hebdomadaire en fulfulde, la langue des ethnies peules.

## Audiences

### Mondiales
En 2020, l’audience hebdomadaire de RFI, mesurée dans 34 pays, s’est établie à 58,1 millions d’auditeurs, en hausse de 11,6 millions par rapport à 2019 (+25 %). Cette progression est principalement liée à l’intégration de données d’audience enregistrées par les tranches de diffusion de programmes de RFI à l’antenne de radios partenaires en Amérique latine. Dans le détail, en Afrique francophone, où RFI réalise plus de 51 % de ses audiences, la chaîne a rassemblé une audience de 29,8 millions d’auditeurs en 2020. En Amérique latine (y compris Haïti et les Caraïbes), l'audience atteint 13 millions d'auditeurs. En Afrique non francophone, l’audience hebdomadaire de RFI s’est établie à 11 millions d’auditeurs en 2020. Au Maghreb, l’audience hebdomadaire de RFI s’est établie à 2 millions d’auditeurs en 2020 contre 1,3 million en zone Europe en 2020. Enfin, l’audience hebdomadaire de RFI en Asie se limite à 1 million d’auditeurs en 2020.
En 2014, Radio France internationale est écoutée chaque semaine par 37,3 millions d'auditeurs, répartis dans 150 pays sur 5 continents. L'Afrique représente la plus grande partie des auditeurs de la radio, représentant 60 % de l'audience globale en 2010. En Île-de-France, RFI compte entre 150 000 et 200 000 auditeurs.
En 2009, la Cour des comptes émet des réserves sur la représentativité des audiences mesurées. Elle considère que RFI ne met pas suffisamment de moyens dans l'étude de ses résultats.
|                         | 2005-2006, | 2007 | 2008 | 2010 | 2011 | 2013 | 2014 | 2022 |
| Auditeurs (en millions) | 44,3       | 46,1 | 35,6 | 38,6 | 40,5 | 34,7 | 37,3 | 59,5 |

En 2007, l'audience de 46,1 millions d'auditeurs se décomposent en 27,5 millions en Afrique, 10,5 millions au Moyen-Orient, 4,2 millions dans les Amériques, 2,2 millions en Europe et 1,7 million en Asie-Océanie.

### Nouveaux médias
En 2015, le site Web de RFI reçoit 11,9 millions de visites par mois en moyenne. De plus, la chaîne compte 10,9 millions d'abonnés sur les réseaux sociaux.
|                         | 2010 | 2014 | 2015 |
| Visiteurs (en millions) | 4,0  | 9,4  | 11,9 |

## Salariés

### Correspondants éminents
- Jean-Karim Fall (1958-2017) : meurt lors de la couverture du Sommet du G7 de 2017[169],[170],[171].

### Morts en reportages

Plusieurs collaborateurs de RFI sont morts en accomplissant leur travail d'information, notamment :
- Johanne Sutton (1966-2001), tuée en Afghanistan en 2001

Elle meurt le 11 novembre 2001 dans une embuscade des talibans près de Tâloqân, au Nord-Est de l'Afghanistan. Elle accompagne les forces armées de l'Alliance du Nord qui avancent vers Kaboul. À bord d'un véhicule de transport de troupes, elle est en compagnie de cinq autres journalistes : Pierre Billaud de RTL et Volker Handloik (de) de Stern, qui sont également tués et Paul McGeough (en) de The Sydney Morning Herald, Véronique Rebeyrotte de France Culture et Levon Sevunts de The Gazette, tous trois rescapés,.
- Jean Hélène (1953-2003), tué en Côte d'Ivoire en 2003

Le 21 octobre 2003, il est abattu d'une balle dans la tête par un policier devant les locaux de la direction générale de la police à Abidjan. Sa mort provoque une vague d'indignation en France et en Afrique. Il est venu se renseigner sur la libération de membres du parti d'opposition Rassemblement des républicains accusés de tentative d'assassinat. Son meurtrier est condamné à 17 ans de prison ferme,,.
- Ghislaine Dupont (1956-2013) et Claude Verlon (1958-2013), tués au Mali en 2013

Le 2 novembre 2013, les deux envoyés spéciaux sont enlevés et assassinés non loin de Kidal, au Nord-Est du Mali. La journaliste et l'ingénieur du son viennent d'interviewer un représentant Touareg du Mouvement national pour la libération de l'Azawad (MNLA) dans le cadre d'une émission spéciale de RFI sur « la crise dans le nord du Mali et la réconciliation ». Ce double meurtre, revendiqué par Al-Qaïda au Maghreb islamique (AQMI), intervient quatre jours après la libération des « otages d'Arlit », retenus pendant trois ans par ce même groupe terroriste,,,.

### Incarcérés
- Ahmed Abba, correspondant de RFI au Cameroun : après avoir été arrêté en juillet 2015 et torturé, il est condamné par un tribunal militaire à 10 ans de prison et 56 millions de francs CFA d'amende pour « non-dénonciation et blanchiment du produit d'un acte terroriste »[181].

### Expulsés
- Robert Minangoy, de Côte d'Ivoire
- Ghislaine Dupont, de RDC, en 2006[182]
- Sonia Rolley, du Rwanda, en 2006[182]
- Sophie Malibeaux, du Sénégal, en 2003[182]
- Olivier Péguy, de Madagascar[182]
- Laurent Correau du Tchad[183]